# Mac OS
Mac OS – system operacyjny komputerów Macintosh. Od momentu wydania Mac OS X (obecnie znanego jako macOS) starsze wersje są określane jako Mac OS Classic.

## Historia
Pierwsza wersja systemu weszła do użytku publicznego w 1984 wraz z modelem Macintosh – reklamowana przy pomocy klipu nawiązującego do powieści George’a Orwella. Upowszechnione przez nią takie standardy graficznego interfejsu jak okna, rozwijalne menu, kursor myszy, kosz na niepotrzebne pliki stały się od tej pory podstawą współczesnych systemów operacyjnych.
Zachęcona sukcesem Apple, w tym samym kierunku zaczęła podążać firma Microsoft, jednocześnie Apple starał się opatentować wygląd i wrażenia swojego systemu. Doprowadziło to do długotrwałego procesu o własność intelektualną.
Mac OS działał w systemach opartych początkowo na procesorach Motoroli z linii 680x0, a następnie linii PowerPC opracowanej wspólnie przez Apple, Motorolę i IBM. Próbne testy wykazały, że działał on szybciej niż na ówczesnych układach wykorzystywanych w komputerach Apple. Kierownictwo firmy nigdy nie zdecydowało się jednak na kontynuowanie tych doświadczeń w obawie o utratę zapotrzebowania na własną platformę sprzętową.
Mimo że interfejs Mac OS był bardzo intuicyjny i wygodny, sam system cierpiał na wiele poważnych bolączek, jak np. brak wielozadaniowości z wywłaszczeniem czy w pełni bezpiecznej pamięci. Apple przez wiele lat starało się rozwiązać te kłopoty na bazie kodu Mac OS. Starania te nie przyniosły zadowalającego rezultatu. Nigdy nie zostały ukończone projekty Copland oraz Rhapsody, która była próbą połączenia uniksowego jądra z macintoshowym interfejsem użytkownika.
Po powrocie do Apple jednego z założycieli firmy Steve’a Jobsa i wchłonięciu jego firmy NeXT rozpoczęto prace nad nowym systemem. Prowadzono je w oparciu o doświadczenia z Rhapsody oraz NextStep, rewolucyjnego systemu operacyjnego stworzonego w ramach NeXT. W międzyczasie doskonalono Mac OS, aby nie utracić pozycji rynkowej. Jego ostatnia wersja była oznaczona numerem 9.2.2.
W 2001 roku wprowadzono macOS, wówczas pod nazwą Mac OS X – tj. Mac OS numer 10 stworzony w oparciu o całkiem nowe rozwiązania systemowe. Zasadniczym zmianom uległ także interfejs użytkownika.

## Historia wydań

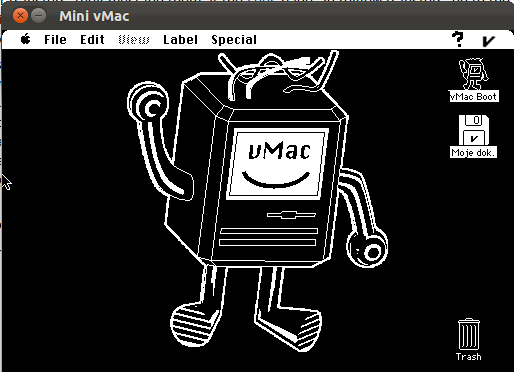
Mac OS 7.0.1 uruchomiony w emulatorze vMac.

| Data                 | Wersja systemu    | Wersja Findera                | Architektura                                                                |
| -------------------- | ----------------- | ----------------------------- | --------------------------------------------------------------------------- |
| 1984                 | System 1.0        | 1.0                           | MC68k                                                                       |
| 1985                 | System 2.0        | 4.1                           | MC68k                                                                       |
| 1986                 | System 3.0        | 5.1                           | MC68k                                                                       |
| 1987                 | System 4.0        | 5.4                           | MC68k                                                                       |
| 1987                 | System Software 5 | identyczna jak wersja systemu | MC68k                                                                       |
| 1988                 | System Software 6 | identyczna jak wersja systemu | MC68k                                                                       |
| 13 maja 1991         | System Software 7 | identyczna jak wersja systemu | MC68k PowerPC (od wersji 7.1.2)                                             |
| 26 lipca 1997        | Mac OS 8          | identyczna jak wersja systemu | MC68k (do wersji 8.1) PowerPC                                               |
| 23 października 1999 | Mac OS 9          | identyczna jak wersja systemu | PowerPC                                                                     |
| 24 marca 2001        | OS X              | identyczna jak wersja systemu | PowerPC (do wersji 10.5) x86 (Intel) (od wersji 10.4.4)ARM (od wersji 11.0) |